# Sundome西站
Sundome西站（日语：／ Sandōmu-nishi Eki */?）是位於福井縣鯖江市舟津町，屬於福井鐵道福武線的電車站。車站編號為F4。

## 車站構造

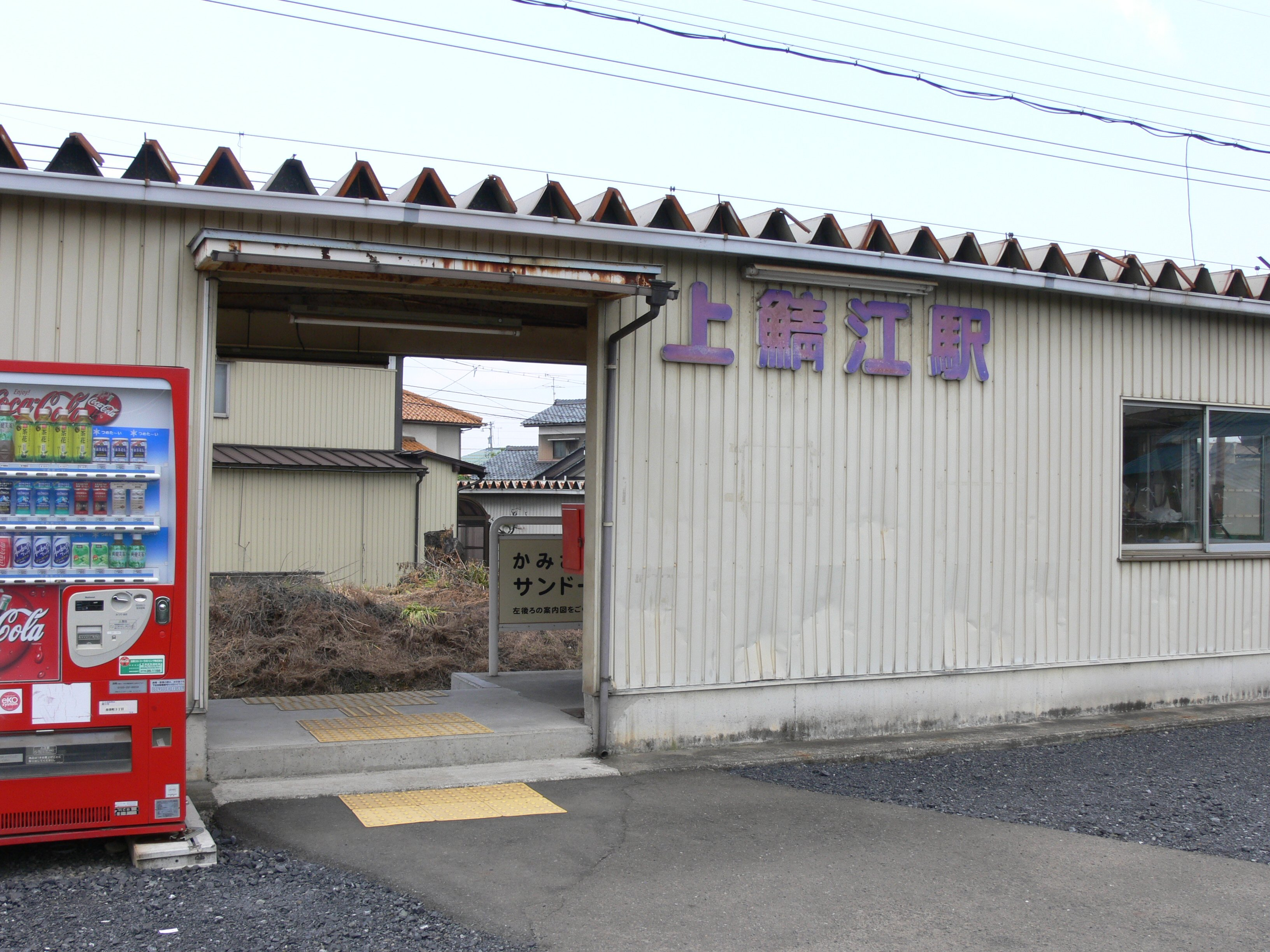
改名前的Sundome西站（2009年6月）

此站是地面車站與無人車站，並設有1面1線的單式月台，月台上則設有候車室。此站過去設有2面2線的相對式月台，在下行線撤走後變成只有1面1線的月台。站內還可看到舊下行月台遺蹟。站內設有濕廁、自動販賣機和泊車轉乘停車場，但沒有設置公共電話。

## 歷史
- 1929年8月13日：福武電氣鐵道上鯖江站啟用[1][2][3]。
- 1945年8月1日：因應公司合併，成為福井鐵道車站[3]。
- 1990年：

- 4月18日：站房翻新。
- 5月1日：改為無人車站。

- 2009年4月11日：副名稱設定為「Sundome」。
- 2010年3月25日：站名改名為Sundome西站[4][5]。
- 2024年10月11日：可使用ICOCA及全國通用IC卡付款[6][7]。

## 利用狀況
根據「鯖江市統計書」，以下為1日平均乘車人次：
| 乘車人次變化 | 乘車人次變化 |
| 年度         | 1日平均人次  |
| ------------ | ------------ |
| 2001         | 79           |
| 2002         | 70           |
| 2003         | 63           |
| 2004         | 64           |
| 2005         | 54           |
| 2006         |              |
| 2007         | 52           |
| 2008         |              |
| 2009         |              |
| 2010         | 66           |
| 2011         | 66           |
| 2012         | 71           |
| 2013         | 81           |
| 2014         | 86           |
| 2015         | 90           |
| 2016         | 92           |
| 2017         | 84           |
| 2018         | 81           |
| 2019         | 75           |
| 2020         | 72           |
| 2021         | 89           |
| 2022         | 98           |

## 車站周邊
車站周邊設有住宅區。在車站出口登上山設有鯖江高等學校。另外，靠山一方設有王山古墳群和本堂。也設有指定為鯖江市的指定文化財的萬慶寺。
- Sundome福井（日语：サンドーム福井） - 步行15分鐘

## 相鄰車站
福井鐵道
■福武線
■急行
通過
■區間急行、■普通
家久（F3）－Sundome西（F4）－西鯖江（F5）

## 外部連結
- 福井鐵道Sundome西站 （页面存档备份，存于）（日語）